# Yaakov Yehuda Aryeh Leib Frenkel
Yaakov Yehuda Aryeh Leib Frenkel (n. 1855, Satu Mare, Imperiul Austriac – d. 12 iunie 1940, Satu Mare, România) a fost un rabin si mistic român.